# Templo de Atenea (Mileto)
El Templo de Atenea fue un antiguo templo griego dedicado a Atenea en Mileto, en Asia Menor, en la actual Turquía. Se construyó a principios del 400 a. C., y su predecesor es el santuario más antiguo conocido de la ciudad.

## Historia
Se construyó en el contexto de la reconstrucción de Mileto a principios del período clásico, hacia 479-450 a. C. Había sido el emplazamiento de un templo anterior del período arcaico a partir del 600 a. C. Una inscripción del periodo arcaico menciona la existencia de un culto a Atenea en el lugar como muy tarde en esa época. Así pues, el santuario fue el más antiguo de la ciudad. Los hallazgos prehistóricos sugieren que el lugar también fue un lugar de culto en el anterior período geométrico. Además, se encontraba en la parte de Mileto que primero se pobló.
El templo aún existía en el período romano. Se ha sugerido que fue demolido en esa época para poder reutilizar partes del mismo para otros edificios.

## Descripción

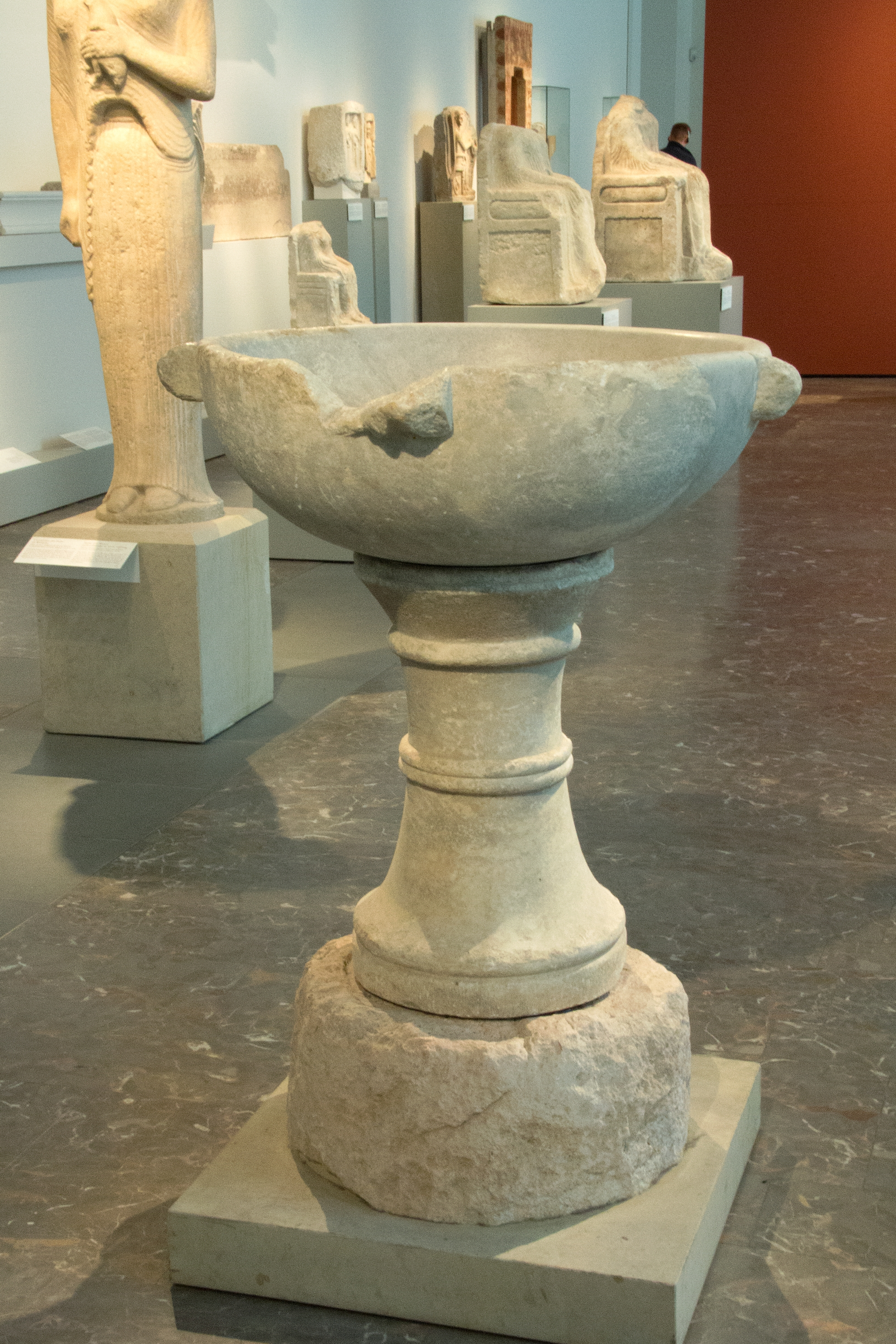
Vaso de purificación hallado en el templo de Atenea, c. 550 a. C. Altes Museum, Berlín.

El templo estaba situado en la parte suroccidental de Mileto, al sur del Ágora oeste. Se construyó con un terraplén artificial, excepcionalmente en dirección norte-sur en lugar de la típica dirección este-oeste. De este modo, se adaptó al nuevo trazado, ya que el templo anterior se había construido en dirección este-oeste. El  estilóbato de dos o tres niveles del templo medía aproximadamente 17,2 × 28,2 m.
Era un templo períptero y de orden jónico. Actualmente se considera que era un templo pseudodíptero, con una perístasis de 8 × 14 columnas, cuya fachada de entrada era un auténtico díptero. Anteriormente, el número de columnas se interpretaba como 6 × 10. Las columnas no tenían ábaco . En el interior del templo había un pronaos con dos columnas delante (dístilo in antis) y una profundidad de unos 6,3 m, y una naos o cella, de unos 15,8 × 9,2 m.
Lo que hoy queda del templo son principalmente sus cimientos y algunas partes de las columnas. En el yacimiento se han encontrado ofrendas votivas de bronce y terracota y cerámica de la época arcaica. En las proximidades de Mileto se han hallado restos del primer asentamiento de la Edad del Cobre y principios de la Edad del Bronce y de la época micénica, es decir, de finales de la Edad del Bronce en adelante.